# /05
『/05』（スラッシュ・ゼロゴ）は、2005年9月28日に発売された坂本龍一のコンピレーション・アルバム。発売元はワーナーミュージック・ジャパン。

## 解説
前作『/04』の姉妹盤。本作に収録された楽曲を坂本が監修・楽譜に起こした「/05オフィシャル・スコア・ブック」が上梓されている。

## 収録曲
※全作曲：坂本龍一
1. Tibetan Dance
アルバム『音楽図鑑』収録。連弾。
2. A Flower is not a Flower
ベスト・アルバム『the very best of gut years 1994-1997』収録。
3. Amore
アルバム『ビューティ』収録。
オリジナルは情熱的な演奏であるが、本テイクでは瞑想的なアレンジが施されている。
本作で唯一フェード・アウトしている。
4. Energy Flow
シングル『ウラBTTB』収録。オリジナルより若干短くアレンジされている。
5. Aqua
アルバム『BTTB』収録。オリジナルよりダイナミクスが抑えられている。
6. The Last Emperor
サウンドトラック『ラストエンペラー』収録。
それまではトリオ編成などでセルフカバーされていたが、ピアノソロとしての発表は今回が初。『/04』の時も録音されたが、本作用に再録音された。
7. Happyend
シングル『フロントライン』収録。
同時期のYMOのアルバム『BGM』にはダブバージョンを収録。
ピアノ4パートによる多重録音。
8. Thousand Knives
アルバム『千のナイフ』収録。
連弾とハンドクラップで演奏。中間部の電子音はRMIエレクトラピアノ。
9. Fountain
初音源化。
2004年に銀座エルメスで開催された現代美術作家・小粥丈晴の個展「泉への道」で使用された巨大オルゴールのために作られた楽曲。
10. The Sheltering Sky
サウンドトラック『シェルタリング・スカイ』収録。
従来のピアノソロヴァージョンと異なり、オブリガート（助奏）が演奏されている。
11. Lost Theme
サウンドトラック『ファム・ファタール』収録。
12. Shining Boy & Little Randy
サウンドトラック『星になった少年』収録。
13. Reversing
アルバム『BTTB（インターナショナル版）』収録。
坂本作品の中では珍しい変拍子の曲。
14. Rainforest
初音源化。